# درک مولر
دِرِک الکساندر مولِر زاده ۹ نوامبر ۱۹۸۲ یک مصاحبه‌گر علمی، فیلم‌ساز و مجری تلویزیون استرالیایی-کانادایی است. او بیشتر برای کانال یوتیوب خود با نام وریتاسیوم (به انگلیسی: Veritasium) شناخته می‌شود.

## زندگی و تحصیلات
درک مولر در نوامبر سال ۱۹۸۲ در ترارالگون در ایالت ویکتوریای استرالیا به دنیا آمد و به همراه خانواده‌اش در ۲ سالگی به ونکوور کانادا مهاجرت کرد. وی مدرک کارشناسی خود را در سال ۲۰۰۴ در رشته مهندسی فیزیک از دانشگاه کویینز کانادا و پی‌اچ‌دی خود را در سال ۲۰۰۸ از دانشگاه سیدنی با عنوان پایان‌نامه «چگونگی ساخت یک فیلم مناسب برای آموزش مباحث فیزیک» (به انگلیسی: Designing Effective Multimedia for Physics Education) دریافت کرده است.

## پیشه
مولر از سال ۲۰۰۸ در تهیه چند برنامه تلویزیونی استرالیایی مانند کاتالیست نقش دارد که در بیشتر آنها به بیان مسائل علمی در جهان می‌پردازد. او در سال ۲۰۱۰ کانال یوتیوب وریتاسیوم را ساخت. کانال یوتیوب او یکی از پر بازدیدترین کانال‌های یوتیوب است. وی در ادامه فعالیت‌هایش در ماه مه ۲۰۱۲ کانال 2veritasium را ایجاد کرد.
وی دوست و همکار مایکل استیونس بنیانگذار کانال ویساس در یوتیوب است.

## دیدگاه
مولر از منتقدان فیس‌بوک و مخالف بالا بردن غیرقانونی لایک در صفحات فیس‌بوک مانند پرداخت پول یا صفحات جعلی است.

## ایران
بیشترین آشنایی ایرانیان با وی از طریق صفحه ستاد مبارزه با چرندیات در فیس‌بوک، وبگاه گمانه و کانال ویدئویی این گروه در وبگاه آپارات است.